# Municipio de Santiago Nundiche
El municipio de Santiago Nundiche (en mixteco: ñúhu, ndiche, ‘Tierra plana’) es un municipio de 877 habitantes situado en el Distrito de Tlaxiaco, Oaxaca, México.

## Demografía
En el municipio habitan 877 personas, de las cuales, 85% habla una lengua indígena. Tiene un nivel de marginación muy alto, el 54.34% de la población vive en condiciones de pobreza extrema. 
En 2010, 108 personas no tenían ninguna escolaridad, 357 tenían una escolaridad incompleta; 104 contaban con una escolaridad básica y 23 tenían una educación post-básica.

## Organización
Se encuentran los siguientes poblados: 
| Localidad                   | Población (2010) |
| --------------------------- | ---------------- |
| Ignacio Allende las Huertas | 171              |
| Morelos                     | 110              |
| Santiago Nundiche           | 108              |
| Cañada Tierra Blanca        | 104              |
| Dolores Hidalgo             | 98               |
| Hidalgo                     | 88               |
| Ignacio Zaragoza            | 68               |
| Yosocohoyo                  | 50               |
| Nduañu                      | 33               |
| Las Huertas                 | 33               |
| Loma Itunuma                | 31               |
| Jaa Yucatayua               | 30               |
| La Capilla                  | 24               |
| Jaa Tindu Ñusiqui           | 13               |
| Nduasio                     | 6                |